# بوکس کینوکونیا

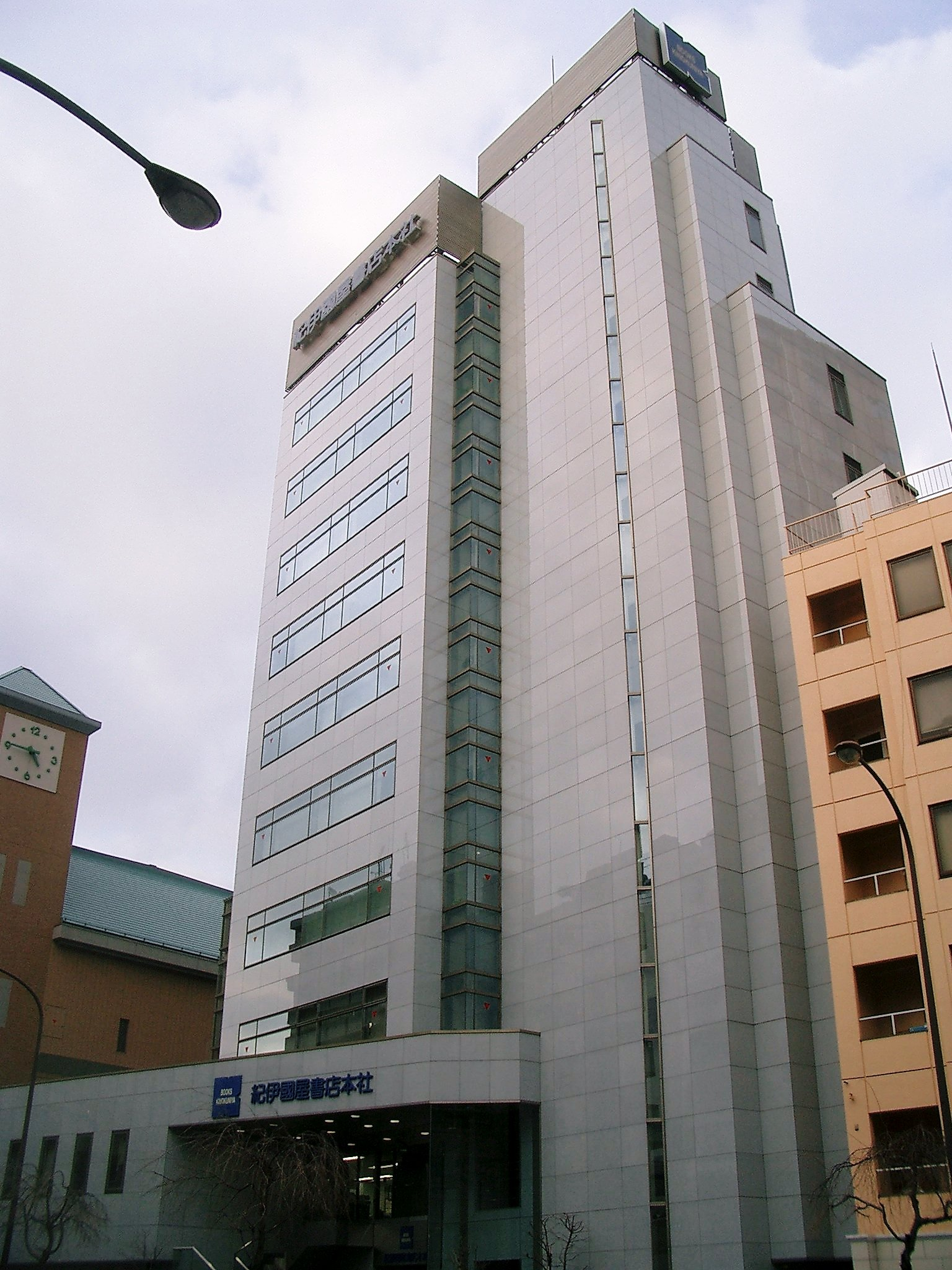
شرکت بوکس کینوکونیا در توکیو

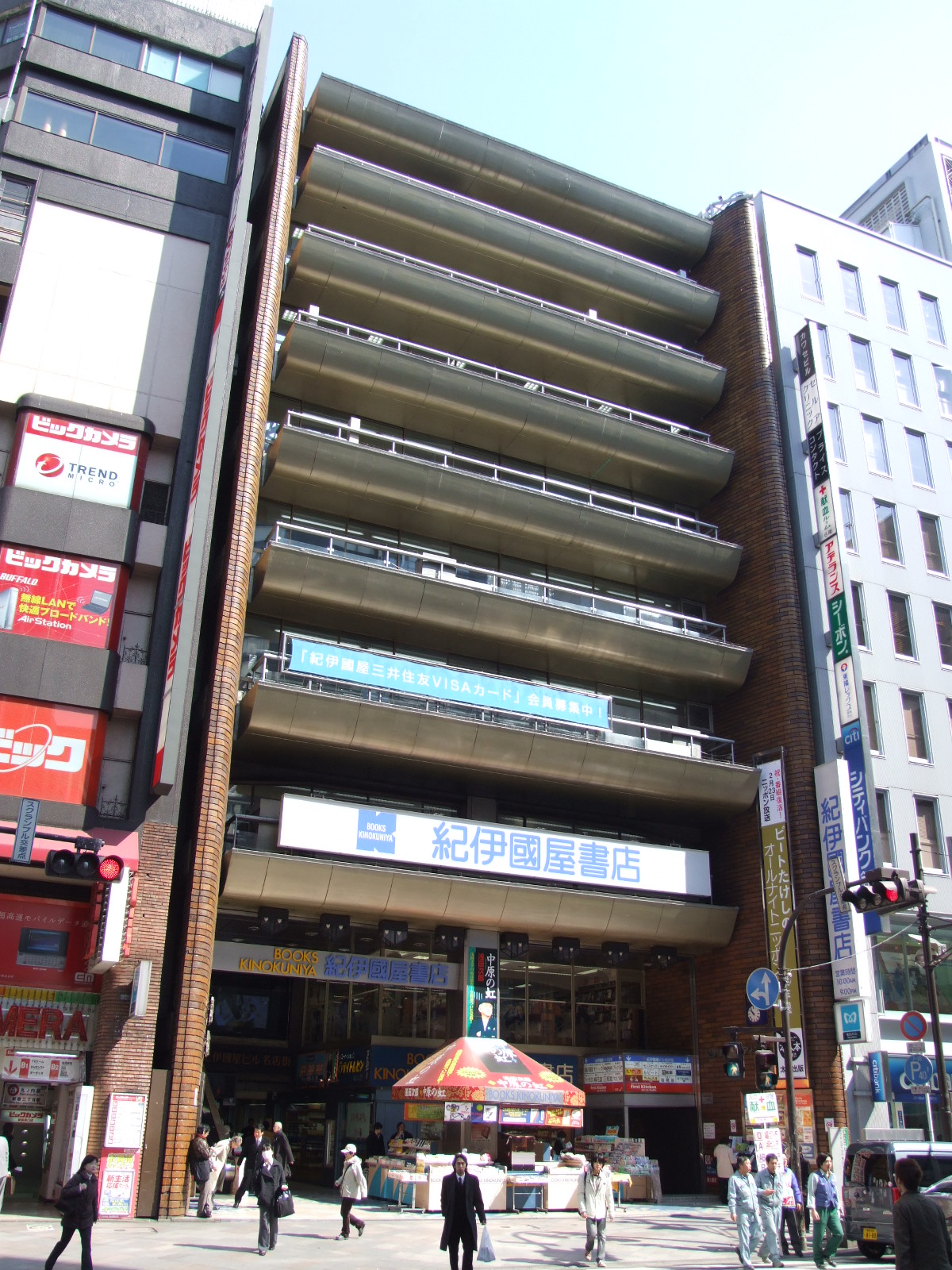
شعبه‌ای در توکیو

بوکس کینوکونیا (紀伊國屋書店 Kinokuniya Shoten)کتابفروشی زنجیره‌ای ژاپنی است که در ۱۹۲۷ در شینجوکو، توکیو تأسیس شده‌است؛ مقر این شرکت در مگورو است.
این شرکت ۲۸ شعبه بین‌المللی دارد.